# Nhôm phosphide
Nhôm phosphide, còn được gọi với cái tên khác là phosphide nhôm) là một hợp chất vô cơ có tính độc cao với công thức hóa học AlP được sử dụng làm chất bán dẫn. Chất rắn không màu này thường được bán dưới dạng bột màu xám-xanh-vàng do sự hiện diện của tạp chất phát sinh từ quá trình thủy phân và oxy hóa.

## Độc tính
Vốn có độc tính cao, nhôm phosphide thường được sử dụng để tự sát. Việc khử trùng cũng gây ra tử vong không chủ ý, chẳng hạn như các ví dụ ở Ả-rập Xê-út và Hoa Kỳ. Hợp chất này được biết đến với tên gọi "viên gạo" ở Iran, vốn để sử dụng để bảo quản gạo, đã có những sự cố thường xuyên xảy ra do tai nạn hoặc do cố ý. Một chiến dịch do Tổ chức Y khoa Pháp chế Iran chấm dứt sử dụng hợp chất này làm thuốc trừ sâu.
Tái chế các thùng chứa nhôm phosphide đã qua sử dụng cũng đã gây ra cái chết của ba thành viên trong gia đình tại Alcalá de Guadaira, Tây Ban Nha. Họ đã giữ chúng trong bao nhựa trong phòng tắm. Nguyên nhân tử vong do họ vô tình để cho nhôm phosphide  phản ứng với nước hoặc để nơi độ ẩm, và khiến hợp chất trở thành phosphine, dẫn đến cái chết của họ trong vài giờ.
Nhiễm độc nhôm phosphide được coi là một vấn đề ở quy mô lớn ở tiểu lục địa Ấn Độ.